# Estado burocrático-autoritario
El Estado burocrático-autoritario (EBA) es un tipo de Estado que se  caracteriza  por anular todos aquellos mecanismos políticos y democráticos con el fin de restablecer un determinado orden social y económico anterior que había sido alterado como resultado de una considerable organización autónoma de la población y en especial de los trabajadores.
El concepto fue formulado por el politólogo argentino Guillermo O'Donnell en 1975 a partir del análisis de las dictaduras militares instaladas en Brasil (1964), Argentina (1966 y 1976), Chile (1973) y Uruguay (1973).

## Características
Una de las características del EBA es la crítica y desplazamiento de "la clase política" tradicional y su reemplazo por una nueva.
El rol de las Fuerzas Armadas es fundamental, aunque no exclusivo, en la conformación de los EBA, reestructurando el Estado con criterios militares. Oscar Oszlak sostiene que:

El carácter tecnoburocrático de estos regímenes se manifiesta en una orientación eficientista que impregna el estilo dominante de gestión estatal. Una manifestación de ello es el fuerte énfasis otorgado a los programas de racionalización y organización del sector público.

## Crisis política y aparición
O'Donnell propone un análisis de la naturaleza profunda del Estado, más allá de su aspecto institucional. Para O'Donnell el Estado es el aspecto coactivo de las relaciones de producción, cuyo fin es garantizar su vigencia y reproducción.
A partir de ese concepto del Estado, O'Donnell propone prestar atención a los procesos de crisis políticas, o crisis del Estado, identificando cinco tipos básicos de crisis, y dos adicionales de agudización:
1. Inestabilidad política (nivel 1). Cambios de funcionarios, incluso de presidentes, debido a conflictos políticos. Es una crisis de gobierno.[4]
2. Crisis de régimen (nivel 2). Aquí se plantean cambios en los mecanismos de representación y canales de acceso al poder. Implica grandes desacuerdos entre grupos sociales.[4]
3. Crisis de interpelación a nuevos sujetos sociales (nivel 3). Este tipo de crisis lleva a transformar el Estado para hacerlo más representativo y moderno, pero al mismo tiempo genera gran inquietud en los grupos de poder establecidos.[4]
4. Crisis de acumulación (nivel 4). Se produce cuando los beneficios obtenidos por las clases trabajadoras y medias reduzca la acumulación de capital hasta el punto de ser considerado por las empresas y sectores de clase alta como una amenaza. En estos casos la crisis se presenta también como crisis económica y aparece la idea de que hay que "poner en su lugar" a las clases trabajadoras y medias.[4]

A su vez la crisis de dominación social puede presentarse y agudizarse con dos tipos adicionales de crisis:
- Crisis global, llamada por O'Donnell "plano 6". La crisis de dominación se presenta también como crisis de gobierno, régimen, expansión y acumulación. Este tipo de crisis abre la posibilidad de "nuevos criterios de representación y nuevos sujetos políticos dominantes para la instauración de un nuevo orden social, no ya la recomposición del dado".[4]
- Crisis armada "plano 7". Cuando los intentos de cambios intentan realizarse mediante el uso de la violencia armada.[4]

Los diferentes tipos de crisis pueden presentarse con diferentes grados de intensidad y combinadas unas con otras.
Según O'Donnell el Estado burocrático-autoritario aparece cuando existe una crisis de dominación  (nivel 5) y su objetivo es poner en su lugar a los grupos sociales que han cuestionado el orden establecido, mediante el uso de la coacción en un contexto en el que están ausentes los mecanismos democráticos.